# Raccontare, resistere - Conversazioni con Bruno Arpaia
Raccontare, resistere - Conversazioni con Bruno Arpaia è un libro di Luis Sepúlveda e Bruno Arpaia.
In una lunga conversazione/intervista con lo scrittore e giornalista italiano, Luis Sepúlveda si lascia andare ad un confronto su tematiche che coinvolgono e appassionano l'autore cileno, argomenti di interesse comune con l'interlocutore: la letteratura latinoamericana al di fuori degli schemi comuni, la passione politica, la sfida dei movimenti no-global, il significato politico dell'impegno ambientale e il giornalismo, oltre che tematiche più legate alla vita di Sepúlveda, come la scrittura, la lotta, l'esilio e il carcere. 

## Storia editoriale
Nel 2003 il libro ha vinto il Premio Procida-Isola di Arturo-Elsa Morante per la saggistica.

## Edizioni
- Luis Sepulveda e Bruno Arpaia, Raccontare, resistere - Conversazioni con Bruno Arpaia, Parma, Guanda, 2002, ISBN 88-8246-342-7.
- Luis Sepulveda e Bruno Arpaia, Raccontare, resistere - Conversazioni con Bruno Arpaia, TEA, 2003, ISBN 9788850204205.